# ربا ندا
ربا ندا، مخرجة أفلام كندية من مواليد 6 كانون الأول (ديسمبر 1972). قدّمت العديد من الأفلام القصيرة التي حازت على جوائز، منها «قصة امرأة ضائعة»، «قصة حب سريعة»، «ذهب حتى الآن»، «ليالي دمشق»، ثم توجهت لكتابة وإخراج الأفلام كصباح (فيلم) و«غير مستقر» و«أنا دائماً آتي إليك». فاز فيلمها وقت القاهرة (فيلم) بجائزة أفضل فيلم روائي كندي عام 2009 في مهرجان تورونتو السينمائي الدولي. وتعرف ربا بقدرتها على تصوير أفلام في فترات زمنية قصيرة

## حياتها المبكرة وتعليمها
ولدت ربا في مونتريال، كيوبيك، كندا لأب من أصل سوري وأم من أصل فلسطيني.
درست ربا الآداب في جامعة يورك (كندا) في تورونتو. ثم درست الإنتاج السينمائي في مدرسة تيش العليا للفنون التابعة لجامعة نيويورك.

## العمل في الإخراج
أنجزت ربا فيلمها الأول المميز وهو صباح والذي لعبت دور البطولة فيه آرسينيه خانجيان. حصلت آرسينيه على ترشيح لجائزة أفضل ممثلة في دور رئيسي في جوائز جيني.
فيلمها الثاني كان وقت القاهرة، من بطولة باتريسيا كلاركسون وألكسندر صديق، وقد أصدر عام 2009، وفاز بجائزة أفضل فيلم كندي روائي طويل عام 2009 في مهرجان تورونتو السينمائي الدولي.
عام 2012، عملت مرة أخرى من الممثل ألكسندر صديق في فيلم محتوم، وقد شاركت في هذا الفيلم ماريسا تومي وجوشوا جاكسون.
في سبتمبر 2014، أعلنت ربا أنها ستعمل مع باتريسيا كلاركسون مرة أخرى في سلسلة تلفزيونية بعنوان إليزابيث

## أفلامها
- 1997: القلب الندي ينجرف في الظهيرة
- 1997: قصة حب سريعة
- 1997: اعمل لا شيء
- 1998: ق'الرياح تهب نحوي تحديداً
- 1998: ذهب لغاية الآن
- 1998: ليالي دمشق
- 1999: مومس
- 1999: ليلى
- 2000: آتي إليك دائماً
- 2000: الأزرق يتحول إلى رمادي فوقك
- 2000: أيلول الأسود
- 2000: سأعاني من يديك الباردتين
- 2001: غير مستقر
- 2004: عدن
- 2005: صباح (فيلم)
- 2009: وقت القاهرة (فيلم)
- 2012: لا مفر منه
- 2015: عاصفة أوكتوبر

## الجوائز
- 2009: فازت بجائزة أفضل فيلم روائي طويل كندي عام 2009 في مهرجان تورونتو السينمائي الدولي عن فيلم "وقت القاهرة"
- 2010: Best Reviewed Romance on Rotten Tomatoes for 2010 for Cairo Time

## روابط خارجية
- ربا ندا على موقع IMDb (الإنجليزية)
- ربا ندا على موقع ألو سيني (الفرنسية)
- ربا ندا على موقع أول موفي (الإنجليزية)
- ربا ندا على موقع قاعدة بيانات الأفلام السويدية (السويدية)
- ربا ندا على موقع قاعدة بيانات الفيلم (الإنجليزية)
- ربا ندا على موقع كينوبويسك (الروسية)
- موقع «وقت القاهرة»